# Campeonato Paranaense de Futebol de 2020
O Campeonato Paranaense de Futebol de 2020 é a 106° edição do Campeonato Paranaense de Futebol. é realizada e organizada pela Federação Paranaense de Futebol e disputada por 12 clubes entre os dias janeiro e abril.
O torneio classifica os quatro primeiros colocados para a Copa do Brasil de 2021. Além disso, os três melhores colocados que não pertençam ao Campeonato Brasileiro das Séries A, B e C terão vaga na Série D 2021, sendo que fica extinta a Taça FPF. Os quatro primeiros colocados disputarão a Copa do Brasil de 2021.
No dia 16 de março, a FPF suspendeu por tempo indeterminado a competição em razão ao combate à pandemia de COVID-19, seguindo orientações da CBF e do Ministério da Saúde. O campeonato retornou no dia 18 de Julho de 2020 sem público presente, terminando no dia 5 de Agosto.

## Regulamento
O Campeonato Paranaense de Futebol de 2020, será disputado em duas fases (Primeiro Fase e Finais) com início em 18 de janeiro, e término nos dias 26 de abril.
Primeira Fase
Na Primeira Fase do campeonato as 12 equipes se enfrentam em turno único, de 11 rodadas, classificando-se para a próxima etapa em mata-mata, os 8 melhores posicionados, já os 2 últimos estarão rebaixados para a Segunda Divisão de 2021;
Critérios de Desempate da Fase Classificatória
1. Número de vitórias;
2. saldo de gols;
3. número de gols a favor;
4. menor número de cartões vermelhos;
5. menor número de cartões amarelos;
6. sorteio.

Quartas de Final
Nas Quartas de Final, os 8 classificados se enfrentam em play-off eliminatório de duas partidas, com os confrontos definidos pela posição de cada clube na fase anterior (1º x 8º, 2º x 7º, 3º x 6º, 4º x 5º). Os critérios de desempate são a pontuação, depois o saldo de gols, e persistindo a igualde nos dois jogos, a decisão será nas penalidades, sendo que a equipe de melhor campanha na Primeira Fase, tem a vantagem de decidir a vaga em casa. Classificam-se para a Semifinal as quatro equipes vencedoras de cada chave.
Semifinal
Na Semifinal, os 4 classificados se enfrentam em play-off eliminatório de duas partidas. Os critérios de desempate são a pontuação, depois o saldo de gols, e persistindo a igualde nos dois jogos, a decisão será nas penalidades, sendo que a equipe de melhor campanha na Primeira Fase, tem a vantagem de decidir a vaga em casa. Classificam-se para a Final as duas equipes vencedoras de cada chave.
Final
Na grande final, os dois times vencedores, se enfrentam duas partidas para definir o campeão da edição. Os critérios de desempate são a pontuação, depois o saldo de gols, e persistindo a igualde nos dois jogos, a decisão será nas penalidades, sendo que a equipe de melhor campanha na Primeira Fase, tem a vantagem de decidir a vaga em casa. O ganhador da disputa garante o troféu da 106ª edição do Campeonato Paranaense de Futebol.

## Direitos de transmissão
A RPC TV, afiliada da Rede Globo no estado, foi a detentora dos direitos de transmissão da campeonato nos últimos anos. Para a edição de 2020, a emissora não realizou oferta para transmitir o Estadual junto a Federação Paranaense de Futebol.
Com a saída da Rede Globo, a DAZN, serviço de streaming de esportes ao vivo, transmitirá o Paranaense 2020 com exclusividade. Ao todo serão 52 jogos transmitidos, a maior cobertura da história da competição. O campeonato será o primeiro regional a ser transmitido pela plataforma streaming.

## Participantes
| Clube | Cidade            | Em 2019         | Estádio            | Capacidade | Títulos             | Participação |
| --- | ----------------- | --------------- | ------------------ | ---------- | ------------------- | ------------ |
| Athletico-PR | Curitiba          | 1º Lugar        | Arena da Baixada   | 42.372     | 25 (último em 2019) | 86           |
| Cascavel CR | Cascavel          | 9º lugar        | Olímpico Regional  | 28.125     | 0 (não possui)      | 08           |
| Cianorte | Cianorte          | 10º Lugar       | Albino Turbay      | 3.000      | 0 (não possui)      | 15           |
| Coritiba | Curitiba          | 3º Lugar        | Couto Pereira      | 40.512     | 38 (último em 2017) | 96           |
| FC Cascavel | Cascavel          | 7º Lugar        | Olímpico Regional  | 28.125     | 0 (não possui)      | 06           |
| Londrina | Londrina          | 4º Lugar        | Estádio do Café    | 30.000     | 4 (último em 2014)  | 46           |
| Operário | Ponta Grossa      | 5º lugar        | Germano Krüger     | 10.632     | 1 (último em 2015)  | 48           |
| Paraná Clube | Curitiba          | 6º Lugar        | Vila Capanema      | 20.083     | 7 (último em 2006)  | 27           |
| PSTC | Cornélio Procópio | 1º (2ª Divisão) | Ubirajara Medeiros | 3.500      | 0 (não possui)      | 03           |
| Rio Branco | Paranaguá         | 8º Lugar        | Estradinha         | 4.500      | 0 (não possui)      | 51           |
| Toledo | Toledo            | 2º Lugar        | 14 de Dezembro     | 15.280     | 0 (não possui)      | 11           |
| União | Francisco Beltrão | 2º (2ª Divisão) | Estádio Anilado    | 12.800     | 0 (não possui)      | 03           |
| Curitiba Athletico Coritiba Paraná Cascavel CR FC Cascavel Cianorte Londrina Operário PSTC Rio Branco Toledo UniãoLocalização das equipes participantes. |                   |                 |                    |            |                     |              |

## Primeira Fase

### Confrontos
Para ler a tabela, a linha horizontal representa os jogos da equipe como mandante. A coluna vertical indica os jogos da equipe como visitante.
| Vitória do mandante; Vitória do visitante; Empate. | Em vermelho os jogos da próxima rodada; Em negrito os jogos "clássicos". |

### Desempenho por rodada
Clubes que lideraram o campeonato ao final de cada rodada:
| Rodadas | Rodadas | Rodadas | Rodadas | Rodadas | Rodadas | Rodadas | Rodadas | Rodadas | Rodadas | Rodadas |
| ------- | ------- | ------- | ------- | ------- | ------- | ------- | ------- | ------- | ------- | ------- |
| 1       | 2       | 3       | 4       | 5       | 6       | 7       | 8       | 9       | 10      | 11      |
| CAP     | CAP     | CAP     | CAP     | FCC     | FCC     | FCC     | CFC     | CAP     | CAP     | CFC     |

Clubes que ficaram na última posição do campeonato ao final de cada rodada:
| Rodadas | Rodadas | Rodadas | Rodadas | Rodadas | Rodadas | Rodadas | Rodadas | Rodadas | Rodadas | Rodadas |
| ------- | ------- | ------- | ------- | ------- | ------- | ------- | ------- | ------- | ------- | ------- |
| 1       | 2       | 3       | 4       | 5       | 6       | 7       | 8       | 9       | 10      | 11      |
| CEU     | CCR     | CCR     | CCR     | PST     | PST     | PST     | PST     | CEU     | CEU     | CEU     |

## Segunda Fase

### Fase final
Em itálico, os times que possuem o mando de campo no primeiro jogo do confronto e em negrito os times classificados.
|  | Quartas de final     | Quartas de final | Quartas de final | Quartas de final |   |                      | Semifinais       | Semifinais       | Semifinais       | Semifinais       |  |                      | Final           | Final           | Final           | Final           |  |  |
|  | 18 a 23 de julho     | 18 a 23 de julho | 18 a 23 de julho | 18 a 23 de julho |   |                      | 26 e 29 de julho | 26 e 29 de julho | 26 e 29 de julho | 26 e 29 de julho |  |                      | 2 e 5 de agosto | 2 e 5 de agosto | 2 e 5 de agosto | 2 e 5 de agosto |  |  |
|  |                      |                  |                  |                  |   |                      |                  |                  |                  |                  |  |                      |                 |                 |                 |                 |  |  |
|  | Londrina             | 1                | 0                | 1                |   |                      |                  |                  |                  |                  |  |                      |                 |                 |                 |                 |  |  |
|  | Athletico Paranaense | 1                | 5                | 6                |   |                      |                  |                  |                  |                  |  |                      |                 |                 |                 |                 |  |  |
|  | Athletico Paranaense | 1                | 5                | 6                |   | Athletico Paranaense | 5                | 0                | 5                |                  |  |                      |                 |                 |                 |                 |  |  |
|  |                      |                  |                  |                  |   | Athletico Paranaense | 5                | 0                | 5                |                  |  |                      |                 |                 |                 |                 |  |  |
|  |                      | FC Cascavel      | 1                | 0                | 1 |                      |                  |                  |                  |                  |  |                      |                 |                 |                 |                 |  |  |
|  | Rio Branco-PR        | FC Cascavel      | 1                | 0                | 1 | 0                    | 0                | 0                |                  |                  |  |                      |                 |                 |                 |                 |  |  |
|  | Rio Branco-PR        |                  |                  |                  |   | 0                    | 0                | 0                |                  |                  |  |                      |                 |                 |                 |                 |  |  |
|  | FC Cascavel          | 3                | 5                | 8                |   |                      |                  |                  |                  |                  |  |                      |                 |                 |                 |                 |  |  |
|  | FC Cascavel          | 3                | 5                | 8                |   |                      |                  |                  |                  |                  |  | Athletico Paranaense | 1               | 2               | 3               |                 |  |  |
|  |                      |                  |                  |                  |   |                      |                  |                  |                  |                  |  | Athletico Paranaense | 1               | 2               | 3               |                 |  |  |
|  |                      | Coritiba         | 0                | 1                | 1 |                      |                  |                  |                  |                  |  |                      |                 |                 |                 |                 |  |  |
|  | Cianorte             | Coritiba         | 0                | 1                | 1 | 0                    | 2                | 2                |                  |                  |  |                      |                 |                 |                 |                 |  |  |
|  | Cianorte             |                  |                  |                  |   | 0                    | 2                | 2                |                  |                  |  |                      |                 |                 |                 |                 |  |  |
|  | Operário-PR          | 1                | 0                | 1                |   |                      |                  |                  |                  |                  |  |                      |                 |                 |                 |                 |  |  |
|  | Operário-PR          | 1                | 0                | 1                |   | Cianorte             | 2                | 0                | 2                |                  |  |                      |                 |                 |                 |                 |  |  |
|  |                      |                  |                  |                  |   | Cianorte             | 2                | 0                | 2                |                  |  |                      |                 |                 |                 |                 |  |  |
|  |                      | Coritiba         | 3                | 2                | 5 |                      |                  |                  |                  |                  |  |                      |                 |                 |                 |                 |  |  |
|  | Paraná               | Coritiba         | 3                | 2                | 5 | 0                    | 1                | 1                |                  |                  |  |                      |                 |                 |                 |                 |  |  |
|  | Paraná               |                  |                  |                  |   | 0                    | 1                | 1                |                  |                  |  |                      |                 |                 |                 |                 |  |  |
|  | Coritiba             | 1                | 2                | 3                |   |                      |                  |                  |                  |                  |  |                      |                 |                 |                 |                 |  |  |

### Final
Ida
| 2 de agosto | Athletico Paranaense | 1 – 0              | Coritiba | Arena da Baixada, Curitiba             |
| 16:00       | Léo Cittadini 89'    | Súmula Borderô FPF |          | Árbitro: PR Paulo Roberto Alves Júnior |

| Athletico-PR | Coritiba |

Volta
| 5 de agosto | Coritiba           | 1 – 2              | Athletico Paranaense       | Estádio Couto Pereira, Curitiba    |
| 20:00       | Sabino 45+5' (pen) | Súmula Borderô FPF | 90' Khellven · 90+2' Nikão | Árbitro: PR Rodolpho Toski Marques |

| Coritiba | Athletico-PR |

## Artilharia
Atualizado em 6 de agosto
| Gols | Jogador           | Equipe               |
| ---- | ----------------- | -------------------- |
| 6    | Guilherme Bissoli | Athletico Paranaense |
| 6    | Lucas Tocantins   | FC Cascavel          |
| 6    | Nikão             | Athletico Paranaense |
| 6    | Pedrinho          | Athletico Paranaense |

## Públicos

### Média
As médias de público são calculadas manualmente, levando-se em conta o relatório oficial emitido pela FPF, disponíveis no site oficial.

Atualizado em 9 de fereveiro
| Pos.  | Time                 | Média | Total   | Mandos | Maior  | Menor | Arrecadação     | Ticket Médio |
| ----- | -------------------- | ----- | ------- | ------ | ------ | ----- | --------------- | ------------ |
| 1     | Coritiba             | 9 081 | 45 404  | 5      | 10 415 | 6 213 | R$ 1 009 500,00 | R$ 22,23     |
| 2     | Athletico Paranaense | 7 947 | 47 683  | 6      | 13 624 | 5 346 | R$ 1 230 175,00 | R$ 25,80     |
| 3     | FC Cascavel          | 5 281 | 26 407  | 5      | 10 550 | 2 915 | R$ 576 876,00   | R$ 21,85     |
| 4     | Operário-PR          | 3 332 | 19 995  | 6      | 4 808  | 1 982 | R$ 442 865,00   | R$ 22,15     |
| 5     | Rio Branco-PR        | 2 945 | 14 724  | 5      | 4 588  | 1 120 | R$ 380 230,00   | R$ 25,82     |
| 6     | Paraná               | 2 208 | 13 248  | 6      | 3 878  | 1 271 | R$ 347 265,00   | R$ 26,21     |
| 7     | Londrina             | 1 607 | 8 037   | 5      | 3 082  | 772   | R$ 105 176,00   | R$ 13,09     |
| 8     | União                | 1 430 | 5 721   | 4      | 2 801  | 745   | R$ 131 990,00   | R$ 23,07     |
| 9     | Cianorte             | 708   | 2 833   | 4      | 1 055  | 507   | R$ 54 330,00    | R$ 19,18     |
| 10    | PSTC                 | 652   | 2 609   | 4      | 1 224  | 333   | R$ 40 145,00    | R$ 15,39     |
| 11    | Toledo               | 596   | 2 980   | 5      | 778    | 324   | R$ 79 460,00    | R$ 26,66     |
| 12    | Cascavel CR          | 364   | 1 819   | 5      | 625    | 172   | R$ 37 594,00    | R$ 20,67     |
| Total | Total                | 3 191 | 191 460 | 60     | 13 624 | 172   | R$ 4 435 606,00 | R$ 23,17     |

## Classificação final
Somando os pontos da primeira fase e dos jogos play offs para assim definir os quatro representantes do estado na Copa do Brasil 2021 e os três representantes na Série D 2021.

## Premiação
| Campeonato Paranaense de Futebol de 2020  |
| Paraná                                    |
| ----------------------------------------- |
| Athletico Paranaense Campeão (25° título) |

| Vice-campeão | Terceiro colocado | Quarto colocado |
| ------------ | ----------------- | --------------- |
| Coritiba     | FC Cascavel       | Cianorte        |

## Técnicos
| Equipe               | Técnico                                                            |
| -------------------- | ------------------------------------------------------------------ |
| Athletico Paranaense | Eduardo Barros (1ª—4ª/6ª—7ª/9ª—11ª) Dorival Júnior (5ª/8ª) /Finais |
| Cascavel CR          | Luís Miguel Oliveira (1ª—2ª) Ageu Gonçalves (3ª—)                  |
| Cianorte             | João Burse (1ª—)                                                   |
| Coritiba             | Eduardo Barroca (1ª—)                                              |
| FC Cascavel          | Marcelo Caranhato (1ª—)                                            |
| Londrina             | Silvinho (1ª—)                                                     |
| Operário             | Gerson Gusmão (1ª—)                                                |
| Paraná               | Allan Aal (1ª—)                                                    |
| PSTC                 | Reginaldo Vital (1ª—)                                              |
| Rio Branco           | Tcheco (1ª—)                                                       |
| Toledo               | Paulo Baier (1ª—6ª) Zé Maria (7ª—)                                 |
| União                | Raphael Bahia (1ª—6ª) Agenor Piccinin (7ª—)                        |

### Mudança de Técnicos
| Clube       | Antecessor           | Motivo    | Data            | Última partida           | Rod | Pos | Sucessor        | Ref.          |
| ----------- | -------------------- | --------- | --------------- | ------------------------ | --- | --- | --------------- | ------------- |
| Cascavel CR | Luís Miguel Oliveira | Demitido  | 24 de janeiro   | Cascavel CR 0–2 Paraná   | 2ª  | 12° | Ageu Gonçalves  | [ 8 ] [ 9 ]   |
| Toledo      | Paulo Baier          | Resignado | 9 de fevereiro  | Toledo 0–1 Rio Branco-PR | 6ª  | 10° | Zé Maria        | [ 10 ] [ 11 ] |
| União       | Raphael Bahia        | Demitido  | 10 de fevereiro | Coritiba 6–1 União       | 6ª  | 9°  | Agenor Piccinin | [ 12 ]        |